# Tadeusz Wesołowski (kompozytor)

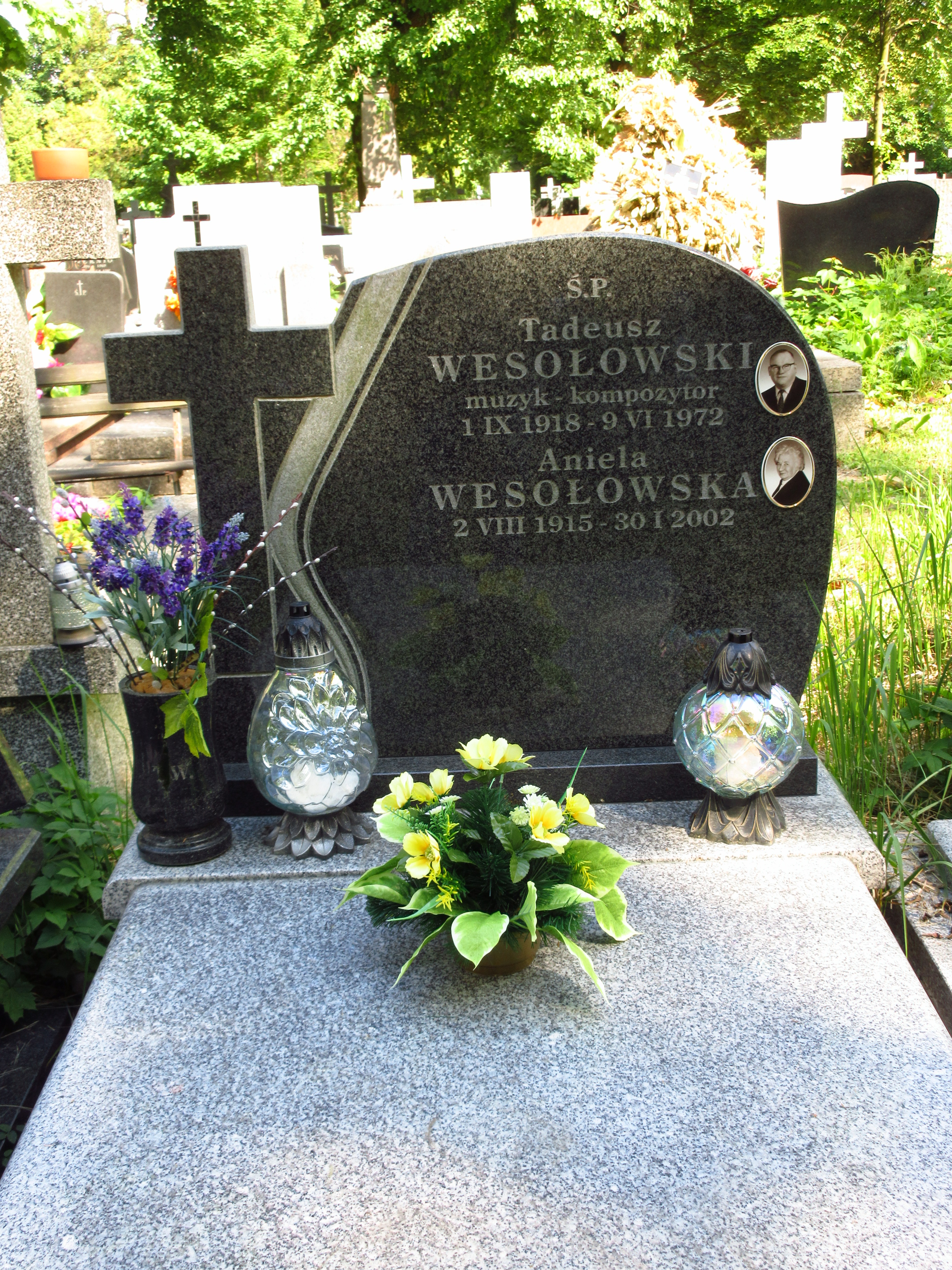
Grób Tadeusza Wesołowskiego na cmentarzu Bródnowskim

Tadeusz Wesołowski (ur. 1 września 1918, zm. 9 czerwca 1972 w Warszawie) – polski kompozytor i akordeonista.
Znawcy muzyki określali Wesołowskiego mianem wirtuoza akordeonu, był członkiem wielu zespołów muzycznych. Największą sławę przyniósł mu występ w radio w 1938, od którego stał się postacią rozpoznawalną. Założył zespół akordeonistów, z którym występował na scenie oraz w radio. Grywał popularne melodie, ale również te które sam skomponował. Pozostawił po sobie liczne nagrania. Pochowany na cmentarzu Bródnowskim (kwatera 45E-VI-12).

## Kompozycje

### Utwory na orkiestrę
- Dzwoneczki Liliowe
- Na Krakowskim Rynku

### Utwory na akordeon
- Żołnierska polka
- Bal u Joska (walc)
- Biały mazur (mazur)
- Budziszynka
- Dzwoneczki liliowe
- Elektryczne schody (polka)
- Głęboka studzienka (walc)
- Hej, tam od Krakowa
- Hejnał krakowski
- Jubilatka
- Kujawiaka graj
- Marsz powitalny dla generałów
- Marsz Radion
- Mazur nr 2
- Moje marzenie (walc)
- Na rynku
- Na swojską nutę
- Na wesoło
  1. Ploteczka (polka)
  2. Miłe spotkanie (walc)
  3. Z temperamentem (polka)
  4. Siarczysty
  5. Ania (walc)
  6. Złota podkóweczka (polka)
  7. Z obcasa
  8. Na Krakowskim Rynku (krakowiak)
  9. Lucynka (polka)
  10. Ira (walc)
  11. Zabawna lalka (polka)
- Nad Naroczą (walc)
- Nie masz tańca nad mazura (mazur)
- O mej matuli
- O północy (walc)
- Oberek ślubny
- Ozdobne paciorki (kujawiak)
- Polka Dziadek
- Polka Szabasówka
- Polonez
- Sandomierski oberek
- Śmieszka
- Sulejowa
- Szła dzieweczka (walc)
- Upływa szybko życie (walc)
- Wiarusy
- Wiązanka Krakowiaków
- Wiosenna poleczka
- Z temperamentem
- Zielony kapelusik (walc)
- Gościnny oberek